# Skampararas
Skampararas – polski zespół muzyczny wykonujący muzykę ska / reggae, założony w 1997 roku. 

## Działalność

### Koniec lat 90. XX wieku
W 1997 roku zawiązał się zespół Skampararas w Jastrzębiu-Zdroju.

### Lata 2000 – 2010
W 2000 roku nakładem wydawnictwa Rock'n'Roller ukazała się płyta Jedność i zwycięstwo.
W 2002 roku nakładem wydawnictwa Jimmy Jazz Records ukazała się płyta Bawcie się.
W 2007 roku zespół zaprezentował płytę Street ska. Płyta została wydana w tym samym wydawnictwie.

### Działalność od 2011 roku
W 2017 roku zespół wydał jubileuszową płytę XX nakładem Kontrowers Records & Skampararas Records.
W październiku 2018 roku zespół zapowiedział premierę nowej płyty United wydawnictwem Lou Rocked Boys & Skampararas Records.

## Dyskografia
Albumy studyjne
- Jedność i zwycięstwo (2000)
- Bawcie się (2002)
- Street ska (2008)
- XX (2017)
- United (2019)

## Składanki
- Prowadź mnie ulico:
  - Prowadź mnie ulico vol. 1 (2004), utwory „Pseudo”, „Za Reggae I Ska”[4][5][6]
  - Prowadź mnie ulico vol. 2 (2005), utwór „Naturalny Dźwięk” (Live)[7][8]
  - Prowadź mnie ulico vol. 3 (2006), utwory „O Kolesiach Dwóch”, „Rzeczywistość”[9][10][11].
  - Prowadź mnie ulico vol. 5 (2008), utwory „Tym co przetrwali”, „Izabella”[12][13][14]